# (13853) Jenniferfritz
(13853) Jenniferfritz (1999 XR96) – planetoida z pasa głównego asteroid okrążająca Słońce w ciągu 3,77 lat w średniej odległości 2,42 j.a. Odkryta 7 grudnia 1999 roku.